# Circonscription de Seluleta et Mulo
La circonscription de Seluleta et Mulo est une des 177 circonscriptions législatives de l'État fédéré Oromia, elle se situe dans la Zone Nord Shoa. Son représentant actuel est Zewdu Abdi Debele.